# Charles Laverick
Charles Laverick (1881 - sau năm 1906) là một cầu thủ bóng đá người Anh có 74 lần ra sân ở Football League thi đấu cho Doncaster Rovers và Lincoln City. Ông thi đấu ở vị trí hậu vệ biên. Trước khi gia nhập Doncaster, ông từng đầu quân cho Newcastle United, nhưng chưa bao giờ ra sân.